# Josef Heyes

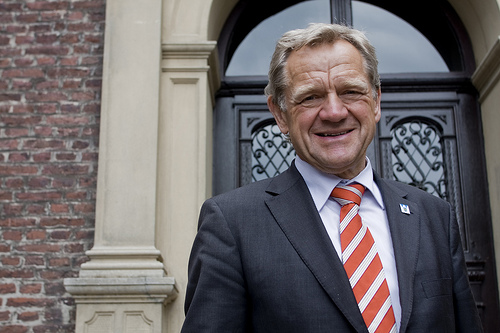
Josef Heyes, 2009

Josef Heyes (* 19. August 1948 in Schiefbahn) ist ein deutscher Politiker (CDU) und ehemaliger Bürgermeister der Stadt Willich.

## Werdegang
Heyes absolvierte nach seiner Schulzeit eine landwirtschaftliche Lehre auf dem elterlichen Bauernhof in Schiefbahn und leistete danach Wehrdienst bei den Flusspionieren in Uerdingen. Hierauf folgte ein Studium der Landwirtschaft am Standort der Gesamthochschule Universität Paderborn in Soest, welches er im Jahre 1976 als Diplom-Agrar-Ingenieur mit Auszeichnung abschloss. Zunächst war er als landwirtschaftlicher Sachverständiger bei der Oberfinanzdirektion in Köln tätig und wechselte danach zum Landesamt für Ernährungswirtschaft und Jagd Nordrhein-Westfalen in Düsseldorf. In dieser Zeit war er auch als Sachverständiger bei Staatsanwaltschaften tätig.
1978 arbeitete er im Organisationskomitee des erfolgreichen Bürgerbegehrens Stop KOOP gegen die Kooperative Einheitsschule in Nordrhein-Westfalen mit und trat in die CDU ein. Seit 1979 ist er Mitglied des Rates der Stadt Willich, wo er unter anderem Vorsitzender des Wirtschafts- und des Werksausschusses war. Zwischen 1984 und 1994 war er Stellvertretender Bürgermeister von Bürgermeisterin Käthe Franke, deren Nachfolger er 1994 wurde. Bis 1995 war Heyes der letzte ehrenamtliche Bürgermeister der Stadt Willich. Von 1995 bis 1999 fungierte er erneut als Stellvertretender Bürgermeister, diesmal von Bürgermeister Lukas Siebenkotten.
Am 12. September 1999 wurde Heyes im ersten Wahlgang mit 52,76 % der Wählerstimmen zum hauptamtlichen Bürgermeister der Stadt Willich gewählt. Fünf Jahre später, bei den Kommunalwahlen am 26. September 2004, erhielt er im ersten Wahlgang 72,28 % der Stimmen. Bei den Kommunalwahlen am 30. August 2009 entfielen im ersten Wahlgang 83,5 % der Wählerstimmen auf ihn. Bei der Kommunalwahl am 25. Mai 2014 erhielt er im ersten Wahlgang 67,03 % der Stimmen.
Am 2. Januar 2020 verkündete Heyes im Rahmen einer Pressekonferenz, bei den kommenden nordrhein-westfälischen Kommunalwahlen nach 21 Jahren nicht erneut als Bürgermeister zu kandidieren.

## Auszeichnungen
Am 29. April 2011 wurde er von der japanischen Regierung „für seine großen Verdienste um die Verbesserung und Förderung der deutsch-japanischen Beziehungen“ mit dem Orden der Aufgehenden Sonne (mittlerer Orden am Band) geehrt. Seit 2011 ist Josef Heyes Ehrenbürger der Willicher Partnerstadt Linselles in Frankreich. Als Anerkennung für seinen Einsatz um die deutsch-französische Freundschaft, erhielt er im Dezember 2019 aus den Händen von Vincent Ledoux die Médaille de l’Assemblée nationale.
Am 22. Mai 2025 wurde Josef Heyes der Ehrenring der Stadt Willich verliehen.
NRW-Ministerpräsident Hendrik Wüst überreichte Heyes am 17. Juli 2025 das Bundesverdienstkreuz am Bande für sein jahrzehntelanges, vielfältiges ehrenamtliches Engagement.

## Familie
Heyes wurde als ältester von vier Söhnen eines Landwirts in Schiefbahn geboren. Er wuchs auf dem Bauernhof seiner Eltern im Diepenbroich in Willich-Schiefbahn auf, der heute von seinem jüngeren Bruder Georg bewirtschaftet wird. Während seines Studiums heiratete Heyes am 1. Mai 1970 seine Frau Maria, geb. Bogie, mit der er drei Töchter und einen Sohn hat.

## Ehrenamtliches Engagement
Neben seiner politischen Arbeit engagiert sich Heyes ehrenamtlich in der Entwicklungshilfe und war von 1983 bis 2024 Vorsitzender der Aktion Mission- und Leprahilfe in Schiefbahn. Im Jahr 1987 baute er in dieser Funktion in Arusha (Tansania) eine Mahl- und Mischanlage für Tierfutter auf. Das Bauprojekt wurde von der Europäischen Gemeinschaft gefördert.